# Plethochaetigera isolata
Plethochaetigera isolata är en tvåvingeart som beskrevs av Malloch 1938. Plethochaetigera isolata ingår i släktet Plethochaetigera och familjen parasitflugor. Inga underarter finns listade i Catalogue of Life.